# Sainte Ligue (1538)
Pour les articles homonymes, voir Sainte-Ligue.
La Sainte Ligue de 1538 est une alliance établie entre plusieurs États chrétiens d'Europe contre l'Empire ottoman de Soliman le Magnifique à l'instigation du pape Paul III au cours de la guerre vénéto-ottomane de 1537 – 1540. Mais elle a duré peu de temps et a eu des résultats très limités.

## Contexte historique

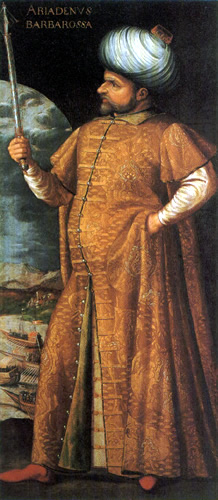
Khayr ad-Din Barberousse.

Le contexte international général de l'époque met aux prises l'Empire ottoman, appuyé par le corsaire Khayr ad-Din Barberousse, depuis 1529 à la tête de la régence d'Alger, et un certain nombre d'États chrétiens, notamment ceux à la tête desquels se trouve Charles Quint.
Les Turcs subissent un échec local en 1535 lorsque, après avoir pris Tunis en 1534, Barberousse en est chassé par la flotte de l'amiral de Charles Quint, Andrea Doria. Barberousse est malgré cela nommé grand amiral de la flotte ottomane en 1536.
En 1537, Soliman déclare la guerre à la république de Venise, qui a des possessions et dépendances dans de nombreuses îles de Méditerranée orientale.

## Le début de la guerre vénéto-ottomane
En mai 1537, la flotte ottomane, commandée par Khayr ad-Din Barberousse, quitte Constantinople vers l'Albanie, où Soliman doit la rejoindre avec l'armée afin de traverser l'Adriatique vers Brindisi. Mais les conditions prévues n'étant pas remplies, Soliman tourne alors son armée contre Corfou, qu'il n'arrive pas à prendre (septembre 1537).
La flotte passe alors en mer Égée et après avoir attaqué Cythère et Égine, se tourne vers le duché de Naxos dans les Cyclades. Le duc Giovanni IV Crispo accepte de se reconnaître tributaire : il verse 5 000 ou 6 000 ducats et s'engage à verser un tribut annuel de 5 000 ducats, soit la moitié du revenu annuel du duché.
Le 1er décembre 1537, Giovanni IV écrit une lettre au pape Paul III. Il y raconte l'attaque qu'il vient de subir, prévient que l'inaction et les divisions seront fatales à l'ensemble de la chrétienté et suggère enfin une nouvelle croisade qui repousserait d'abord les Ottomans de l'Égée avant d'aller libérer le tombeau du Christ à Jérusalem. Il semble que cette lettre soit un des éléments qui ont amené la création de la Sainte Ligue entre le Pape, les Habsbourg et Venise.

## La Sainte Ligue

### Formation de l'alliance
En février 1538, le Pape réussit à convaincre la république de Venise, l'ordre de Saint-Jean de Jérusalem, mais aussi Charles Quint, roi d'Espagne, mais aussi roi de Naples, de Sicile et empereur d'Allemagne, à le rejoindre dans une Sainte Ligue contre les Ottomans.

### Les campagnes de 1538 et 1539
En septembre 1538, la Ligue réunit trois cents navires, dont 162 galères, à Corfou, sous le commandement du Génois Andrea Doria alors au service de Charles Quint. Très vite, des dissensions apparaissent entre les alliés.
La flotte de la Ligue rencontre la flotte de Barberousse le 28 septembre 1538 au large de Préveza où elle est battue. Néanmoins, les forces terrestres s'emparent peu après d'une place de la côte dalmate, Castelnuovo (actuellement Herceg Novi, Monténégro).
Les dissensions s'aggravent alors, Venise exigeant de prendre le contrôle de Castelnuovo, ce que Charles Quint refuse. Venise quitte alors la Ligue avec ses navires, ce qui affaiblit considérablement la ligue sur le plan naval.
La garnison espagnole de Castelnuovo, assiégée par Barberousse, est quasiment abandonnée à son sort ; Andrea Doria renonce à lui porter secours, vu l'infériorité de sa flotte ; Castelnuovo est repris en août 1539 par les Turcs.
Les Vénitiens signent un traité de paix avec l'Empire ottoman en 1540.